# Plano Municipal de Ordenamento do Território
O Plano Municipal de Ordenamento do Território, referidos abreviadamente por plano municipal e também pela sigla PMOT, trata-se de um regulamento administrativo adoptado pelo estado Português destinado a definir um instrumento de gestão territorial para guiar os municípios na definição de planos de ocupação do solo de todo o território por eles abrangidos. Este mecanismo legal é definido no Decreto-Lei n.º 69-90.
Um plano municipal de ordenamento do território compreende um plano director municipal, planos de urbanização e planos de pormenor.
O plano municipal é definido através de um regulamento, que é traduzido graficamente através de um conjunto de plantas. As plantas compreendem uma planta de ordenamento e uma planta de condicionantes.